# Réduction des perturbations électromagnétiques dans les chaînes de conversion de l'énergie électrique
 (juillet 2025).
 (février 2018).
Dans une chaîne de conversion de l'énergie électrique constituée d’un convertisseur, de câbles d’énergie et d'une charge, la puissance transite entre le réseau électrique et la charge en passant par des interrupteurs de puissance qui commutent et qui génèrent des variations rapides de la tension. Cette tension hachée excite les capacités parasites qui existent naturellement dans le circuit, permettant la circulation des courants de haute fréquence (HF), et créant des perturbations électromagnétiques (PEM). Ces courants se propagent du convertisseur (la source des PEM), à travers les conducteurs (chemins de propagation des PEM), pour affecter plusieurs victimes, à savoir, le réseau électrique, la charge, etc.
Il existe deux types de courant HF : le courant de mode différentiel Imd qui suit le chemin de transfert de la puissance, et le courant de mode commun Imc qui passe par la terre. Le dernier mode de propagation pose plus de problèmes que le mode différentiel, surtout au niveau de la taille des éléments de filtrage.

## La compatibilité électromagnétique dans l'électronique de puissance
Afin de protéger les équipements de la chaîne de conversion et de polluer le moins possible le réseau électrique, des normes imposent aux industriels un niveau maximal pour l’émission des PEM dans une bande de fréquence bien déterminée (par exemple : pour la norme EN55022 c’est entre 150 kHz et 30 MHz). Les PEM sont mesurées à l’aide d’un Réseau de Stabilisation d’Impédance de Ligne (RSIL) qui joue le rôle d’un filtre empêchant le mélange entre les perturbations externes dans le réseau et celles créées par le variateur. D'où la nécessité d’adapter le fonctionnement correct du système aux contraintes normatives imposées. On parle alors de la compatibilité électromagnétique (CEM).

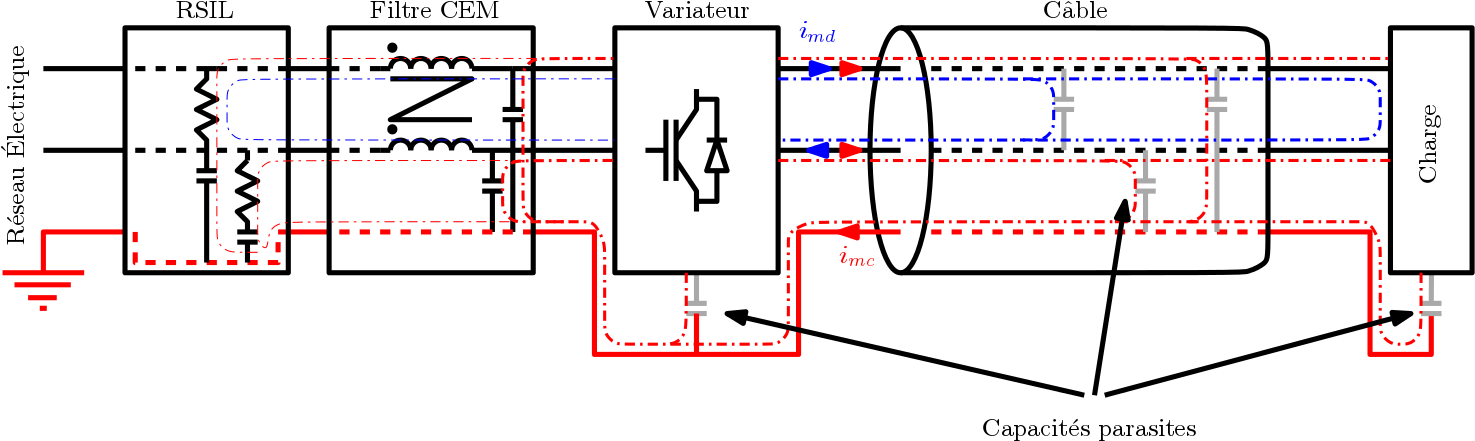
Les perturbations électromagnétiques dans une chaîne de conversion.

## Modélisation HF des chaînes de conversion
Dans les quatre coins du monde, de nombreux laboratoires se sont intéressés à la compatibilité électromagnétique, en particulier, l’américain Center for Power Electronics Systems (CPES). D.Boroyevich a modélisé une chaîne de conversion dans le domaine temporel. Ce genre de modélisation nécessite une connaissance suffisamment fine de toutes les impédances du circuit équivalent de la chaîne et consomme donc un temps de simulation énorme. La complexité de la modélisation dans le domaine temporel est pénalisée par des problèmes de convergence et une précision sur la prédiction des PEM limitée. Ces problèmes peuvent être surpassés si on bascule à la modélisation dans le domaine fréquentiel. Dans ces publications,, des techniques de modélisations fréquentielles ont été développées. Ces approches, qui se basent sur une approximation linéaire des composants du circuit équivalent de la chaîne de conversion, ont permis de réduire, non seulement le temps de simulation, mais aussi l’écart entre les PEMs mesurées et les PEMs calculées.
Maxime Moreau a étudié la propagation des PEMs émises vers le réseau électrique. Il a modélisé les sources des perturbations avec des générateurs équivalents qui facilitent le calcul dans le domaine fréquentiel. Comparée aux modèles Spice, sa méthode présente un gain de temps de simulation avantageux avec une précision acceptable. Clément Marlier s’est aussi intéressé à la modélisation des sources des PEMs. Il a optimisé les modèles des interrupteurs de puissance utilisés dans Spice, afin de reproduire les formes d’ondes issues d’une cellule de commutation dans le domaine fréquentiel en tenant compte du comportement non linéaire des semi-conducteurs. Sa méthode, appelée Multi-Topology Equivalent Sources (MTES), a été appliquée sur un hacheur série et sur un onduleur monophasé.
Les câbles d’énergie ont été étudiés par M. Moreau et Yannick Weens  Ce dernier a proposé une méthode pour identifier les paramètres linéiques basée sur des mesures des impédances du câble dans ses différents états (en court-circuit, en circuit ouvert, en mode différentiel, en mode commun). Ces mesures permettent de paramétrer les réseaux R-L-C-G utilisés pour modéliser les cellules élémentaires qui, lorsqu'elles sont associées, constituent un modèle du câble appelé modèle à cellules cascadées. Ce modèle a été appliqué sur des câbles bifilaires, tri-filaires, quatre conducteurs, blindés, et non blindés. C. Marlier a amélioré le modèle proposé par Y. Weens en tenant compte de l’impédance du blindage et de ses couplages magnétiques avec les autres conducteurs.

## Réduction des PEMs dans les chaînes de conversion
Le respect des normes CEM requiert des modifications dans la chaîne de conversion. On peut agir sur la source des PEMs (le convertisseur) en limitant la variation de la tension de mode commun Vmc (la tension de la source des PEMs) à travers des stratégies de modulation de largeur d’impulsion dédiées à la CEM,,,,,. Mais, dans la plupart des cas, l’intégration des éléments passifs de filtrage CEM dans la chaîne de conversion est plus fiable,. Le rôle de ces filtres est de créer de nouveaux chemins de propagation des PEMs plus faciles que ceux à travers les victimes (La présence des impédances du filtre limite la circulation du courant dans la bande de fréquence définie par la norme), permettant ainsi de les protéger.
Baïdy Toure a créé une procédure de dimensionnement optimal des filtres CEM. Le volume du filtre est déterminé à l’aide d’un algorithme d’optimisation qui choisit les valeurs de l’inductance et des capacités en réduisant l’écart entre la norme CEM et le signal à filtrer. Sous une contrainte normative, sa méthode tient compte du modèle thermique des composants passifs et de leurs pertes. La saturation de la bobine de mode commun qui a lieu à cause de la dissymétrie inévitable entre ses deux enroulements couplés a été prise en compte. Néanmoins, l’effet de la fréquence de commutation sur les valeurs des éléments de filtrage n’a pas été évoqué dans son travail.
Le dimensionnement des filtres CEM a aussi fait l’objet des travaux de Rémi Robutel. Ses travaux portent sur le choix des composants passifs qui gardent leurs performances à haute température. Sa procédure de dimensionnement, qui ne vise pas en priorité l’optimisation du volume des éléments de filtrage, a montré qu’avec un choix adéquat des matériaux, une température de 200 °C réduit les performances du filtre à un maximum de 6 dB. Dans ses travaux, on trouve aussi une explication sur le choix de la structure du filtre CEM la plus stable en fonction de l’impédance du réseau et celle à l’entrée du convertisseur.
Plusieurs autres chercheurs se sont intéressés à l’optimisation du volume des filtres CEM. B.Zaidi,, a proposé une nouvelle méthode pour l'optimisation du volume de la bobine de mode commun en tenant compte de la saturation du matériau magnétique. M.Nave a montré que la saturation de la bobine de mode commun peut être causée par les inductances de fuites inévitablement présentes, qui servent généralement comme un filtre de mode différentiel. Il a détaillé un calcul mathématique basé sur la géométrie de la bobine de commun, qui permet de déterminer la valeur optimale des fuites qui atténue les perturbations de mode différentiel tout en restant loin de la saturation. X.Zhang a montré qu’on ne peut pas déterminer le volume de la bobine à partir de la valeur de son inductance. En effet, la densité de flux magnétique dans la bobine peut exploser le volume du filtre CEM même si la valeur de L est trop petite. Cette théorie a été validée par F.Luo qui a montré que le problème de la saturation de la bobine de mode commun est plutôt dans les basses fréquences à cause de la sensibilité entre la pulsation de coupure du filtre CEM et la fréquence de commutation du convertisseur. Selon ces résultats, il est préférable dans certains cas d’augmenter la valeur de l’inductance de mode commun (diminuer la pulsation de coupure du filtre), afin d’éviter la saturation de la bobine.